# Eisenbahnunfall von Mansi
Bei dem Eisenbahnunfall von Mansi entgleiste am 6. Juni 1981 nach einer Notbremsung der Kalka Mail auf einer Brücke über den Bagmati bei Mansi im indischen Bundesstaat Bihar und stürzte in den vom Monsun stark angeschwollenen Fluss. Mindestens 250, wahrscheinlich aber sogar 600 Tote waren die Folge.

## Ausgangslage
Der Zug war zwischen Mansi und Saharsa unterwegs. Die Lokomotive zog neun Personenwagen, mehr als 500 Fahrgäste sollen im Zug gewesen sein, vielleicht sogar 1000.

## Unfallhergang
Der Lokomotivführer löste bei Reisegeschwindigkeit eine Notbremsung aus, als er eine Heilige Kuh auf dem Gleis bemerkte. Den Fotos der Unfallstelle nach muss daraufhin der Oberbau auf der Brücke verrutscht sein und die letzten sieben Wagen des Zuges kippten in den Fluss. Ganz zweifelsfrei ist diese Unfallursache nicht. In den Quellen werden eine Reihe anderer Faktoren genannt, die eine Rolle gespielt haben können: ein Zyklon, eine Flutwelle oder ein Bremsversagen. Die Wagen versanken sofort in den schlammigen Fluten des Hochwasser führenden Flusses.

## Folgen
Die Voraussetzungen, Überlebende zu retten und Tote zu bergen, waren ungünstig. Es dauerte geraume Zeit, bis Hilfskräfte an der Unfallstelle eintrafen. Diese suchten dann allerdings fünf Tage die gesamte Umgebung nach Überlebenden ab. Auch Taucher wurden eingesetzt, was wegen des verschlammten Wassers aber auch nicht viel brachte. Wegen des Hochwassers ist davon auszugehen, dass viele Leichen vom Fluss weggeschwemmt wurden. Es wird von mehreren hundert ausgegangen.
Da die genaue Zahl der Opfer nicht bekannt ist, ist auch schwer festzustellen, wo in der Liste der schwersten Eisenbahnunfälle dieser Unfall einzustufen ist. Es könnte der zweitschwerste weltweit gewesen sein. Sicherlich ist es der schwerste Unfall in der indischen Eisenbahngeschichte.